# Parc national de la Sila

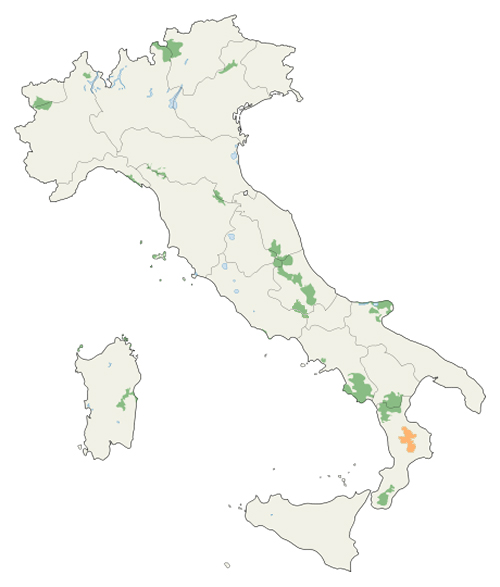
Couleur orange : Localisation du parc national de la Sila.

Le parc national de la Sila (en italien : Parco nazionale della Sila) est un parc national situé en Calabre instauré le 8 octobre 1997 et délimité en 2002. Le « nouveau » parc national de la Sila englobe les territoires du précédent parc national de Calabre et une partie de la Sila. Le parc concerne trois provinces, Crotone, Catanzaro et Cosenza et occupe une superficie de 73 695 ha.
Le parc a été reconnu réserve de biosphère par l'Unesco en 2014.

## Territoire
Le territoire compte 21 communes : Acri, Albi, Aprigliano, Bocchigliero, Celico, Corigliano, Cotronei, Longobucco, Magisano, Mesoraca, Pedace, Petilia Policastro, Petrona, San Giovanni in Fiore, Savelli, Serra Pedace, Sersale, Spezzano Piccolo, Spezzano della Sila, Taverna, Zagarise.

## Description
Le parc occupe une superficie de 73 695 ha et s'étend sur les provinces de Cosenza, Catanzaro et Crotone.
Son territoire est constitué en majorité de forêts de conifères qui alternent avec de hauts plateaux.
Les réserves en eau sont fournies par trois grands bassins de barrage Cecita, Arvo et Ampollino où confluent de nombreux cours d'eau.
Le parc national comporte des grandes forêts comme celles de Fossiata et Gallopane situées à proximité du lac Cecita, de Fallistro, à mi chemin entre les localités de Camigliatello Silano et Silvana Mansio qui conserve d'énormes spécimens de pin laricio appelés  Giganti della Sila ainsi que la séculaire forêt de monte Gariglione (Sila Piccola) dont la réserve développe un pin spécifique dit laricio Gariglio.
Les hauts plateaux enneigés en hiver et fleuris au printemps alternent avec les forêts de conifères. Le Piano di Macchialonga est le plus vaste haut plateau de la Sila. Il s'étend sur plus de 380 ha dont 250 sont occupés par des prairies.
Le parc national comporte aussi des larges vallées d'altitude dont celle du Tacina enserrée entre les dorsales des monts Gariglione et Scorciavuoi (Sila Piccola) débouche vers l'est entre de larges prairies et denses forêts.
La  Gola del Soleo s'engouffre entre les étroites dorsales des monts Gariglione et Femminamorta où l'aspérité du terrain et l'obscurité du paysage confèrent à cette gorge le surnom de Manca del Diavolo.

## Principaux cours d'eau
Les principaux cours d'eau qui traversent le parc sont le  Crati et le Neto, les deux fleuves les plus longs et les plus importants de la Calabre.

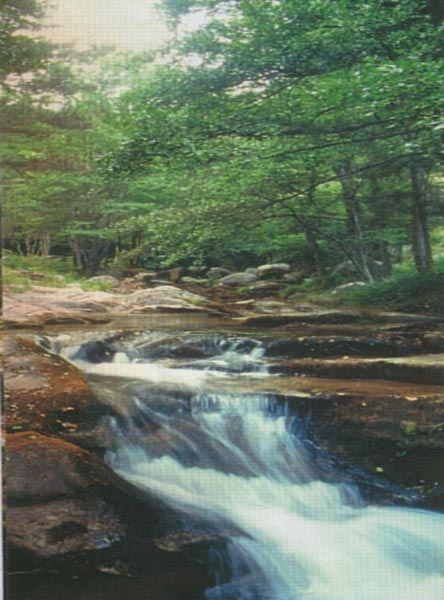
Le fleuve Crati

| Fleuve  | Source            | Longueur | Commune principale traversée                         | Autre commune traversée |
| ------- | ----------------- | -------- | ---------------------------------------------------- | ----------------------- |
| Crati   | Timpone Bruno     | 91       | Cosenza                                              |                         |
| Neto    | Timpone Sorbella  | 80       | San Giovanni in Fiore                                | Rocca di Neto           |
| Mucone  | Fallistro         | 57       | Camigliatello Silano frazione de Spezzano della Sila |                         |
| Savuto  | loc. Spineto      | 48       | Aprigliano                                           | Nocera Terinese         |
| Lese    | mont Pettinascura | 43       | Savelli                                              |                         |
| Trionto | Monte Paleparto   | 40       | Acri                                                 | Longobucco              |

## Flore
La flore est constituée de conifères comme le pin laricio et le sapin blanc. Néanmoins, sur les flancs des hauts plateaux se trouvent des bois de feuillus. Le chêne vert et le chêne-liège occupent les vallons abrupts à proximité du mont Reventino et de la valle del Trionto.
Les forêts de chêne rouvre et chêne chevelu se trouvent en particulier dans la Sila Greca entre le sanctuaire de Pathirion de Rossano et le Cozzo del Pesco où se trouve une dense et grande châtaigneraie séculaire.

## Faune
La faune est fortement réduite à cause de l'anthropisation de l'habitat.
Le loup des Apennins est toujours présent. Le chevreuil autochtone est génétiquement contaminé par d'autres exemplaires importés d'autres régions. Le daim et le cerf ont été ré-introduits dans les réserves du parc. Le sanglier, le chat sauvage et la martre sont assez répandus.
La faune avicole se compose entre autres de percnoptères, aigles de Bonelli, circaètes, autours, hiboux, pics noirs.